# Celdilla (habitación)
Celdilla es el diminutivo de la voz celda que en otro tiempo significaba un lugar cerrado y por consiguiente un monasterio. 
La celdilla es una habitación pequeña habitada por un religioso o una religiosa y que forma parte de un convento. Comúnmente está ocupada por una cama o tarima, una silla, una mesa, algunas imágenes y algunos libros de piedad. Lo demás sería superfluo.
Un religioso que se ocupa en su celdilla en rezar, leer, meditar, escribir y hacer algunas obras de mano. 
En la Tebaida había tres desiertos habitados por solitarios o anacoretas, el uno llamado de las celdillas, el otro de la montaña de Nitria, el tercero de Sceta, era el más distante del centro del Egipto y confinaba con Libia.